# Pero protea
Pero protea är en fjärilsart som beskrevs av Robert W. Poole 1987. Pero protea ingår i släktet Pero och familjen mätare. Inga underarter finns listade i Catalogue of Life.